# 陳宝応
陳宝応（陳寶應、ちん ほうおう、? - 564年）は、南朝梁から陳にかけての豪族。反乱を起こして敗死した。本貫は晋安郡侯官県。

## 経歴
閩中四姓のひとつで、晋安郡の豪族であった陳羽の子として生まれた。侯景の乱が起こると、晋安郡太守の賓化侯蕭雲は太守の任を陳羽に譲った。陳羽は自分が老齢であることから、郡の事務をみるだけで、軍事を宝応に任せた。このとき東方の諸郡は飢饉に襲われていた。会稽郡が最も被害が深刻で、死者は10人中7、8人におよび、平民の男女はみな自分の身柄を売りに出す惨状にあった。しかし、晋安郡だけは豊作の恵みを享受していた。宝応は海道から臨海郡や永嘉郡および会稽郡の余姚県や諸曁県を攻撃し、さらには晋安郡で取れた米や粟を船に載せて交易すると、多くの玉帛や子女を持ち帰ることができた。このため宝応は巨万の資産を蓄え、その勢力は強盛となった。侯景の乱が平定されると、元帝は陳羽を晋安郡太守とした。
紹泰元年（555年）、陳霸先が政権を掌握すると、陳羽は老齢のため引退し、太守の任を宝応に譲りたいと願い出て、陳霸先に許可された。宝応は壮武将軍・晋安郡太守に任じられ、員外散騎常侍の位を加えられた。紹泰2年（556年）、侯官県侯に封じられた。このとき東西の山道は反乱勢力によって遮断されていたため、宝応は海道から会稽郡に赴いて建康へ貢献した。
永定元年（557年）、陳が建国されると、宝応は持節・散騎常侍・信武将軍・閩州刺史に任じられ、会稽郡太守を兼ねた。永定3年（559年）、文帝が即位すると、宝応は宣毅将軍の号に進められ、父の陳羽には光禄大夫の位が加えられた。文帝が宗正に命じて皇族の陳氏の系図を記録させると、宝応らの晋安陳氏も宗室の籍に編入された。宝応が使者を派遣すると、かれの子女たちに大小なく封爵が加えられた。
宝応は留異の娘を妻としていたことから、天嘉2年（561年）に侯安都が留異を討つと、宝応は兵を派遣して留異を援助した。また、天嘉4年（563年）には周迪に兵糧を支援して臨川郡に進攻させた。陳の都督の章昭達が東興県と南城県で周迪を破ると、建安郡の南道から山嶺を越えた。また益州刺史の余孝頃が会稽郡・東陽郡・臨海郡・永嘉郡の諸軍を都督して東道から晋安郡を目指した。文帝は宗正に命じて宝応らの晋安陳氏の属籍を除いた。
宝応は建安郡の湖のほとりに拠って、水陸に柵を作り、官軍に抵抗した。天嘉5年（564年）、章昭達は軍士に命じて材木を伐って筏を作らせ、増水を見計らって筏を放流して、水柵を突き破った。官軍の水軍と歩兵が肉薄すると、宝応の軍は総崩れとなった。宝応は山間に潜伏したが捕らえられ、その子弟20人とともに都に送られて、建康の市で斬られた。

## 伝記資料
- 『陳書』巻35 列伝第29
- 『南史』巻80 列伝第70